# Perryman
Pour les articles homonymes, voir Perryman (homonymie).
Perryman est une census-designated place située dans le comté de Harford, dans l’État du Maryland, aux États-Unis. Sa population s’élevait à 2 342 habitants lors du recensement de 2010.

## Source
- (en) Cet article est partiellement ou en totalité issu de l’article de Wikipédia en anglais intitulé « Perryman, Maryland » (voir la liste des auteurs).